# Мелітопольський район
Мелітопольський район (Мелітопольщина) — район Запорізької області в Україні, утворений 2020 року. Адміністративний центр — місто Мелітополь.

## Історія
Район створено відповідно до постанови Верховної Ради України № 807-IX від 17 липня 2020 року. До його складу увійшли: Мелітопольська міська, Кирилівська, Якимівська, Веселівська, Мирненська, Нововасилівська, Приазовська селищні, Новоуспенівська, Чкаловська, Костянтинівська, Новенська, Новобогданівська, Семенівська, Терпіннівська, Плодородненська, Олександрівська сільські територіальні громади.
Раніше територія району входила до складу Мелітопольського (1930—2020), Якимівського, Веселівського, Приазовського та Михайлівського районів, які ліквідовані тією ж постановою.
Станом на 2025 рік територія району тимчасово окупована Росією внаслідок її збройного вторгнення.
30 вересня Російська Федерація оголосила про анексію цієї області, хоча контролює її лише частково, і не оволодівши її обласним центром.

## Передісторія земель району
Людина залишила сліди свого перебування на території нинішньої Мелітопольщини більш як 10 000 років тому. Первісні люди тут жили, збираючи їстівні рослини, полюючи на оленів, бізонів та ін. Біля села Терпіння знаходиться унікальний пам'ятник природи й історії — Кам'яна Могила. Це накопичення пісковикових плит. На деякі ще у 1890 році археолог Н. І. Веселовський знайшов наскельні зображення (ієрогліфи), нанесені первісною людиною. Це зоряні символи, зображення на мисливську, рибальську, скотарську і землеробську тематику. З огляду на важливе наукове значення Кам'яної Могили, яка 1954 року оголошена державним історико-археологічним заповідником.
В часи німецько-радянської війни територія району з 1 вересня 1942 до жовтня 1943 року входила до складу німецької округи Таврія.
У квітні 2016 року відбулося масштабне перейменування скверів, бульварів, вулиць, провулків, проїздів, проспектів, майданів в місті Мелітополь та Мелітопольському районі, назви яких підпадали під декомунізацію.